# James Quinn (Bischof)

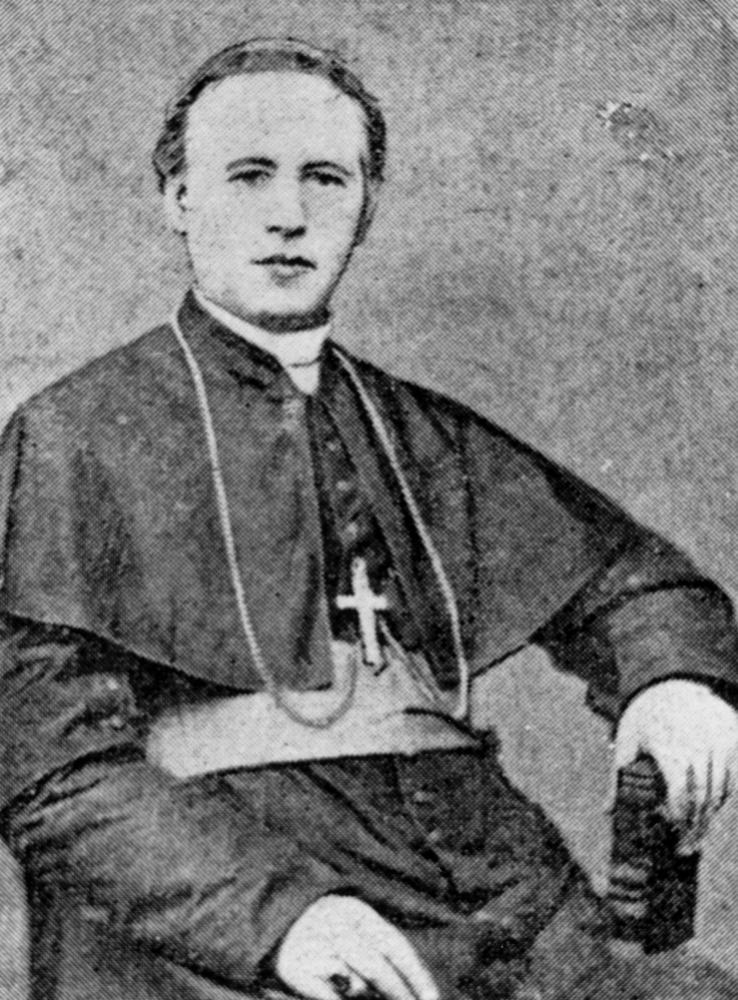
Bischof James Quinn (ca. 1860)

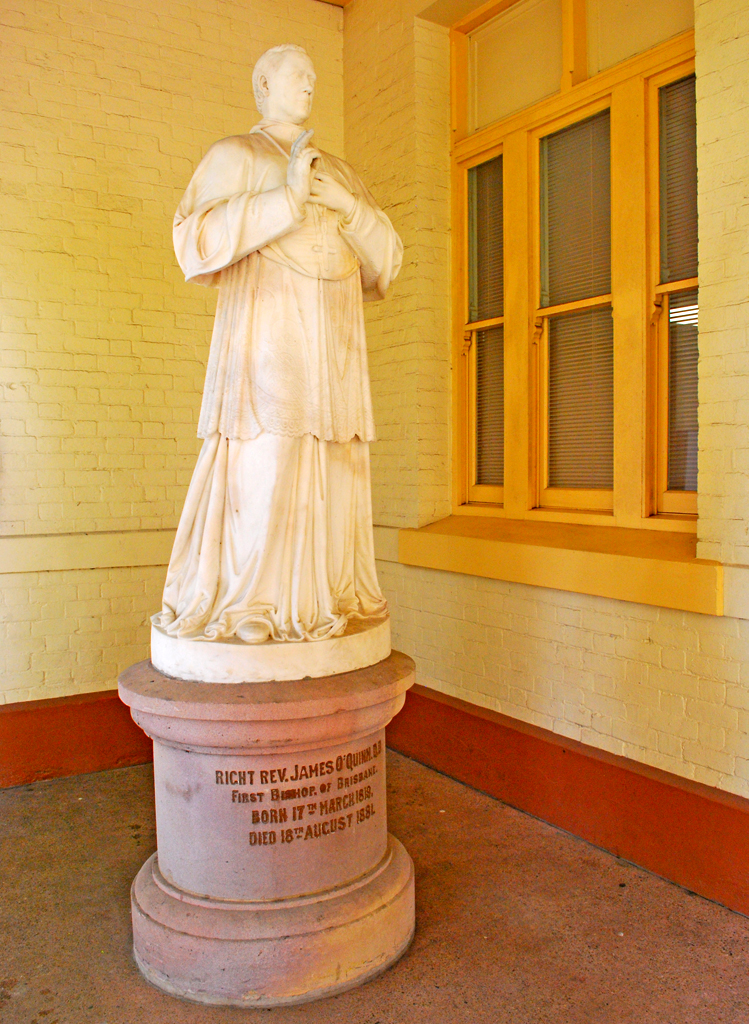
Statue von Bischof James Quinn in Brisbane

James Quinn, auch James O’Quinn (* 17. März 1819 in Athy, Irland; † 18. August 1881 in Brisbane, Australien) war ein irisch-australischer Geistlicher und römisch-katholischer Bischof von Brisbane.

## Leben
James Quinn wurde am 17. März 1819 als Sohn eines Landwirts in Athy im County Kildare in Irland geboren. Sein jüngerer Bruder war der spätere Bischof von Bathurst, Matthew Quinn.
James Quinn empfing am 15. August 1846 das Sakrament der Priesterweihe für das Erzbistum Dublin.
Am 12. April 1859 ernannte Papst Pius IX. Quinn zum Bischof der am selben Tag aus dem Erzbistum Sydney heraus gegründeten Diözese Brisbane. Die Bischofsweihe spendete ihm am 29. Juni desselben Jahres der Erzbischof von Armagh, Joseph Dixon; Mitkonsekratoren waren der Bischof von Melbourne, James Alypius Goold OSA, und der emeritierte Apostolische Vikar von Bombay, John Francis Whelan OCD.
Am Ersten Vatikanischen Konzil nahm James Quinn als Konzilsvater teil. Er blieb bis zu seinem Tod am 18. August 1881 als Bischof im Amt.